# Agabus hozgargantae
Agabus hozgargantae é uma espécie de escaravelho da família Dytiscidae.
É endémica de Espanha.